# Gornja Rijeka (Koprivnica-Križevci)
Pour les articles homonymes, voir Gornja Rijeka.
Gornja Rijeka est un village et une municipalité située dans le comitat de Koprivnica-Križevci, en Croatie. Au recensement de 2001, la municipalité comptait 2 035 habitants, dont 99,07 % de Croates et le village seul comptait 383 habitants.

## Localités
La municipalité de Gornja Rijeka compte 14 localités :
| - Barlabaševec - Deklešanec - Donja Rijeka - Dropkovec - Fajerovec - Fodrovec Riječki - Gornja Rijeka | - Kolarec - Kostanjevec Riječki - Lukačevec - Nemčevec - Pofuki - Štrigovec - Vukšinec Riječki |